# Callionima pan
Callionima pan là một loài bướm đêm thuộc họ Sphingidae. It was originally described by Cramer năm 1779. Nó được tìm thấy ở México, Guatemala và Costa Rica through Venezuela to miền nam Brasil.
Sải cánh dài khoảng 64 mm. There are probably two to three generations per year, con trưởng thành bay từ tháng 4 đến tháng 6 và từ tháng 10 đến tháng 1 in Costa Rica.
Ấu trùng có thể ăn Apocynaceae.

## Phụ loài
- Callionima pan pan
- Callionima pan neivai Oiticica Filho, 1940 (Brazil)

## Hình ảnh

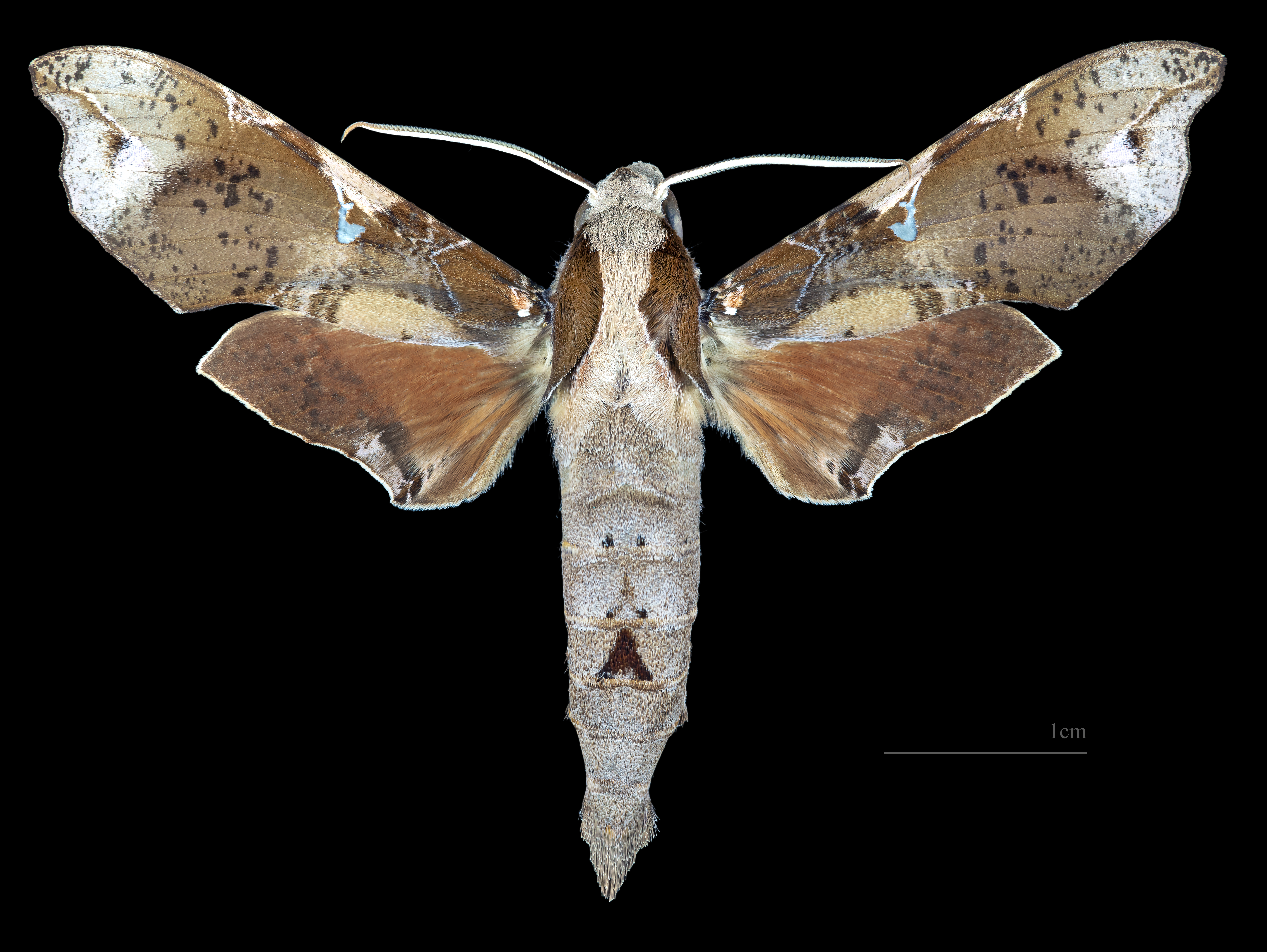
Callionima pan ♂
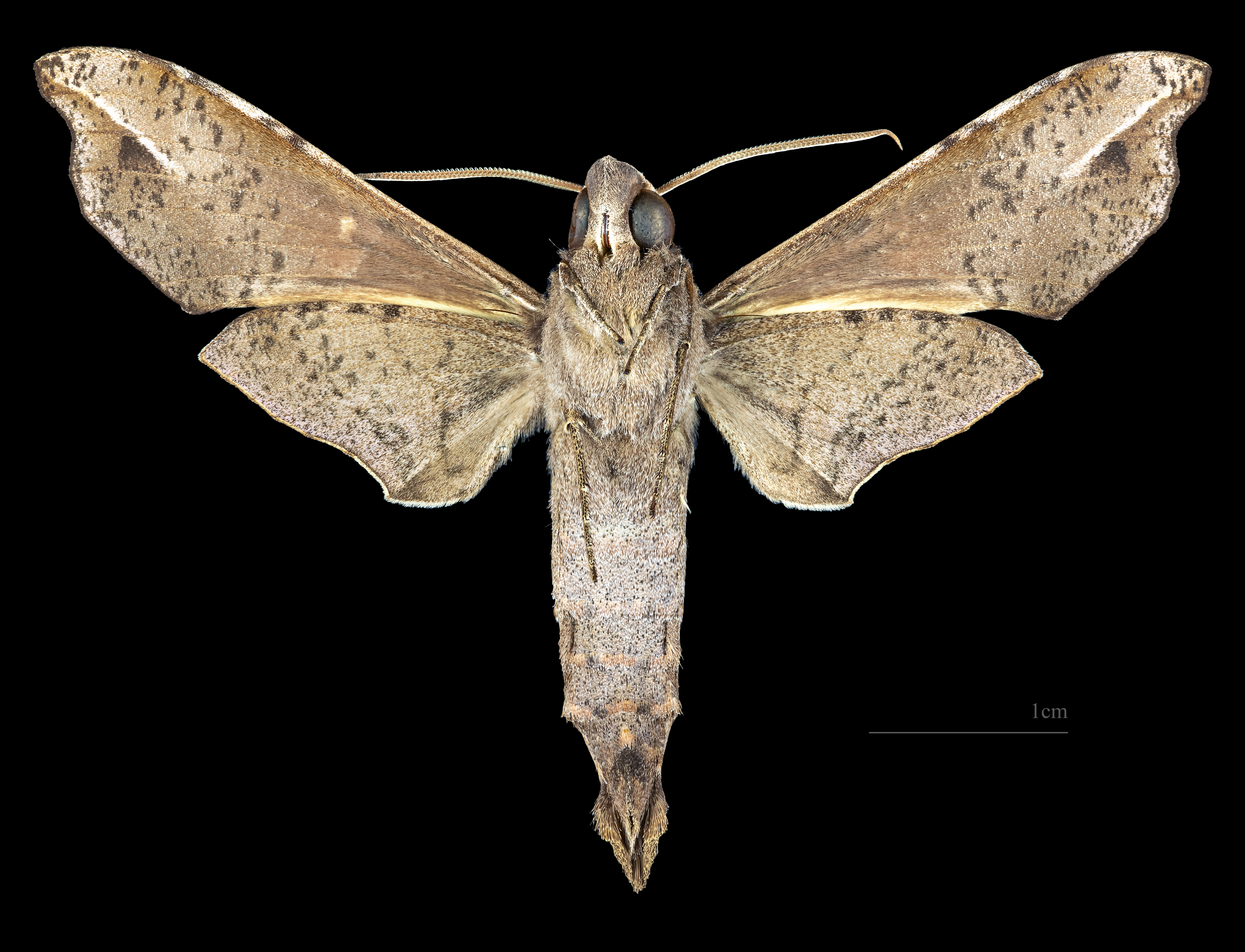
Callionima pan ♂ △
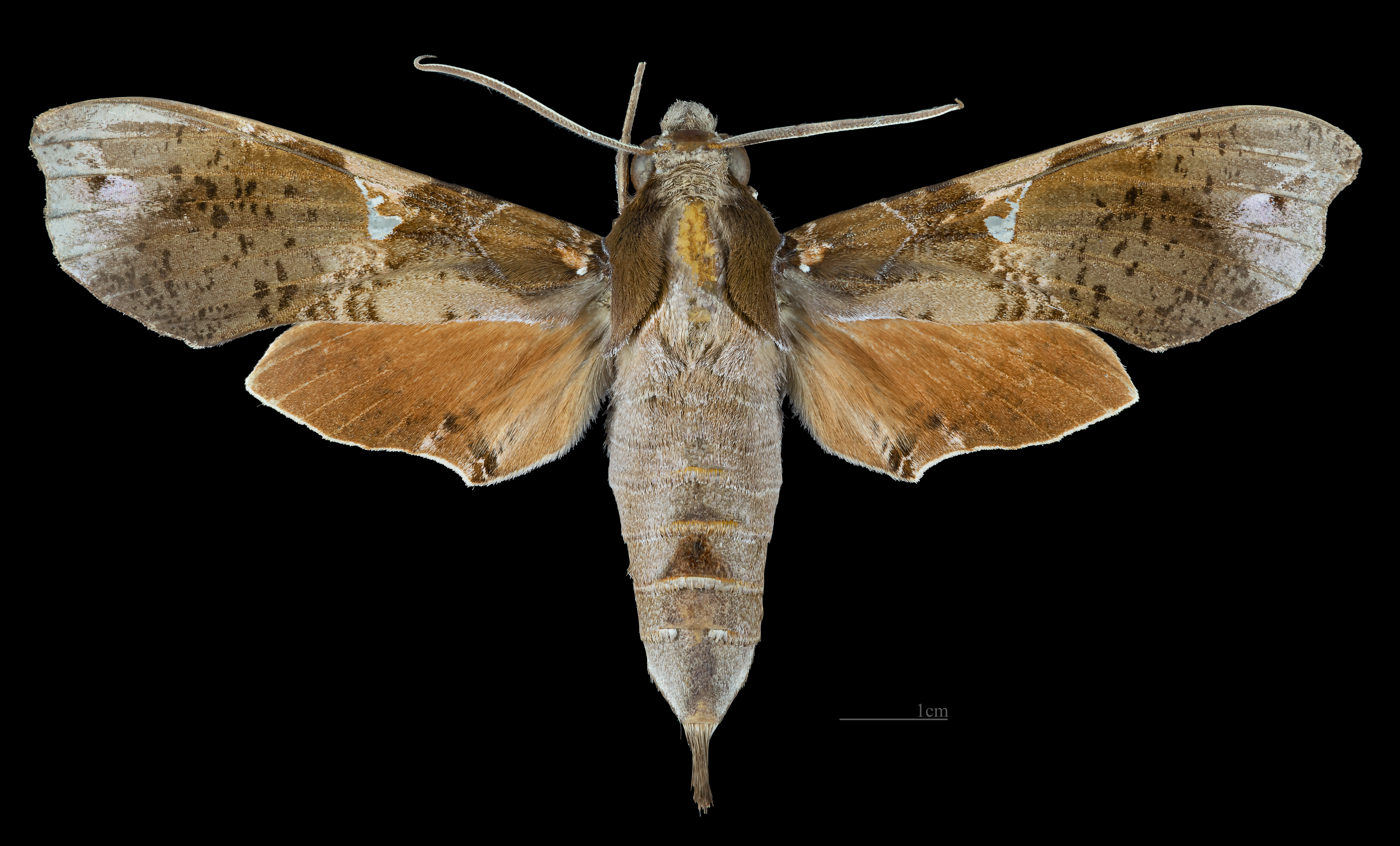
Callionima pan ♀
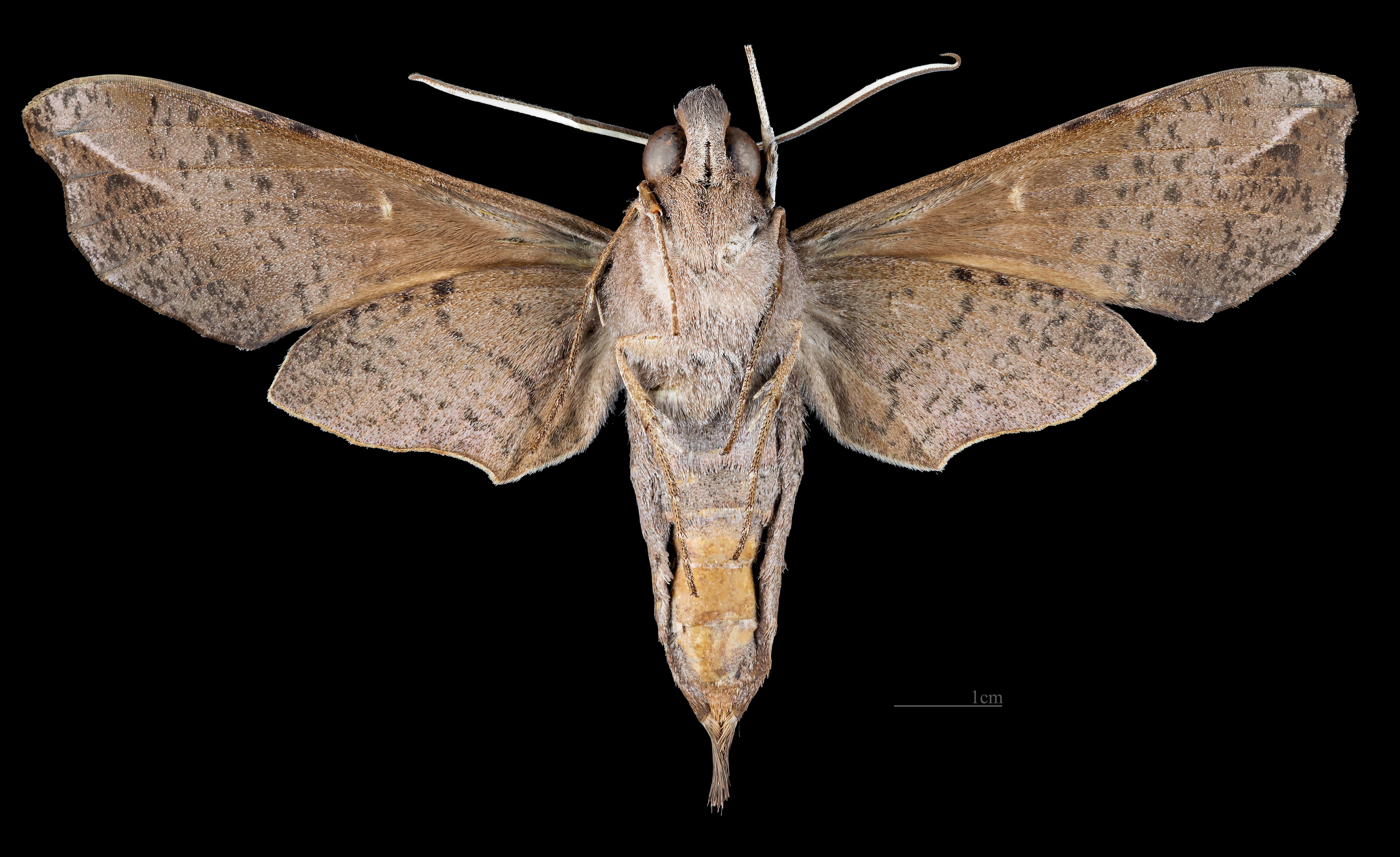
Callionima pan ♀ △